# Mingorría
Mingorría és un municipi de la província d'Àvila, a la comunitat autònoma de Castella i Lleó. Limita la nord amb Santo Domingo de las Posadas, a l'est amb San Esteban de los Patos, a l'oest amb Las Berlanas i Cardeñosa; i al sud amb Àvila.